# Shielder vehicle launched scatterable mine system
Le Shielder vehicle launched scatterable mine system (SVLMSMS) ou Shielder minelaying system, ou disperseur de mines blindé, appelé plus simplement Alvis shielder,est un véhicule de minage militaire du génie britannique produit par Alvis Vehicles Limited.
Il s'agit d'une variante du blindé léger Alvis Stormer de la famille du Combat Vehicle Reconnaissance (Tracked).
Il a pour fonction de créer des champs de mines sur un théâtre d'opérations. 
Entrés en service à partir de fin 1999, vingt-neuf véhicules ont été construits. Les trois premiers véhicules ont été à Coventry, le reste sur la chaine de production principale à Telford. Le cout du programme, véhicules, système de minage, pièces détachées, etc., est de 110 millions de livres sterling.

## Caractéristiques
- Protection NBC : ou

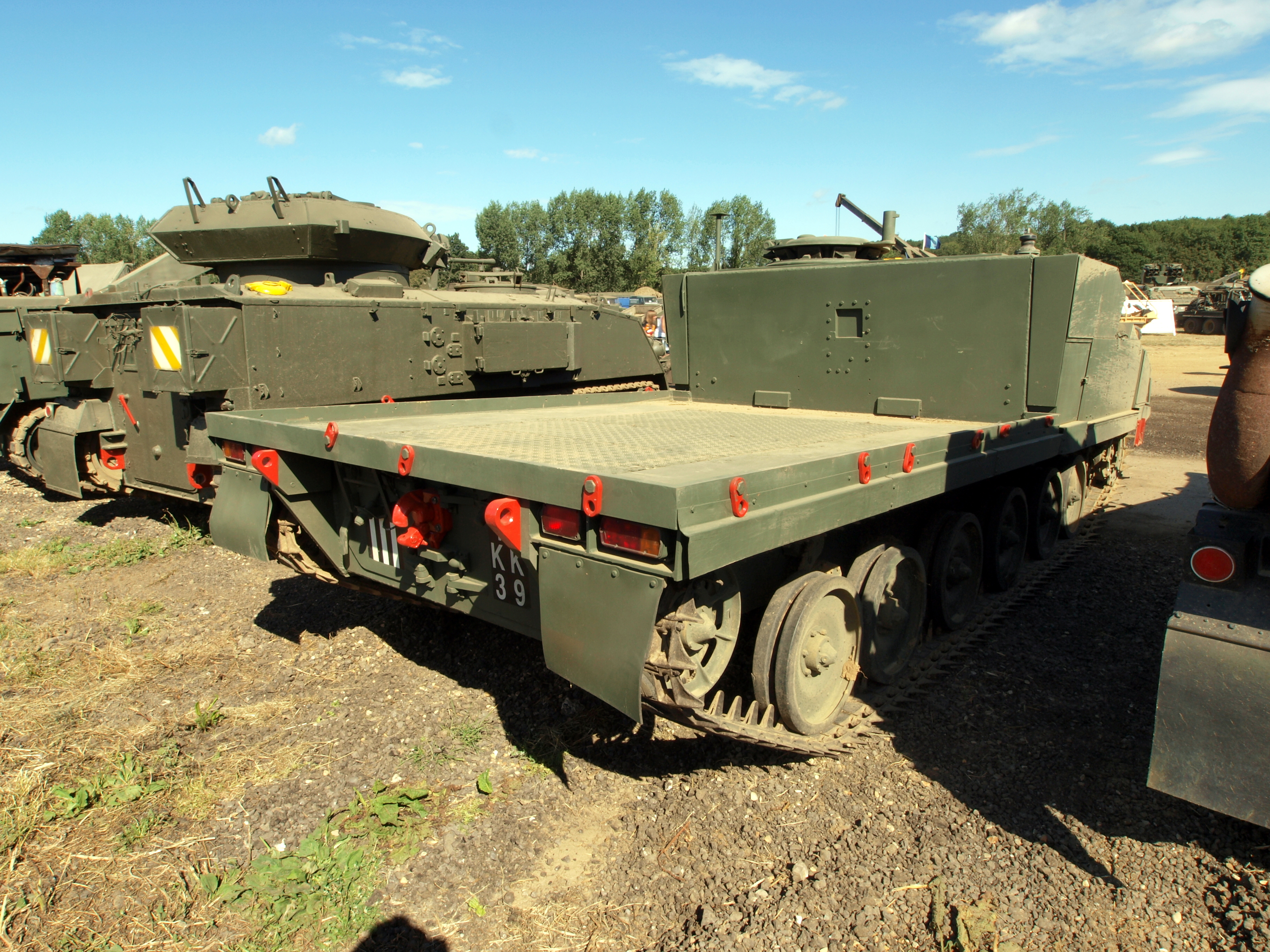
Le véhicule sans son système de minage.

- Système de vision nocturne : intensification de lumière
- Transmissions automatique : David Brown Engineering Limited T303

## Minage

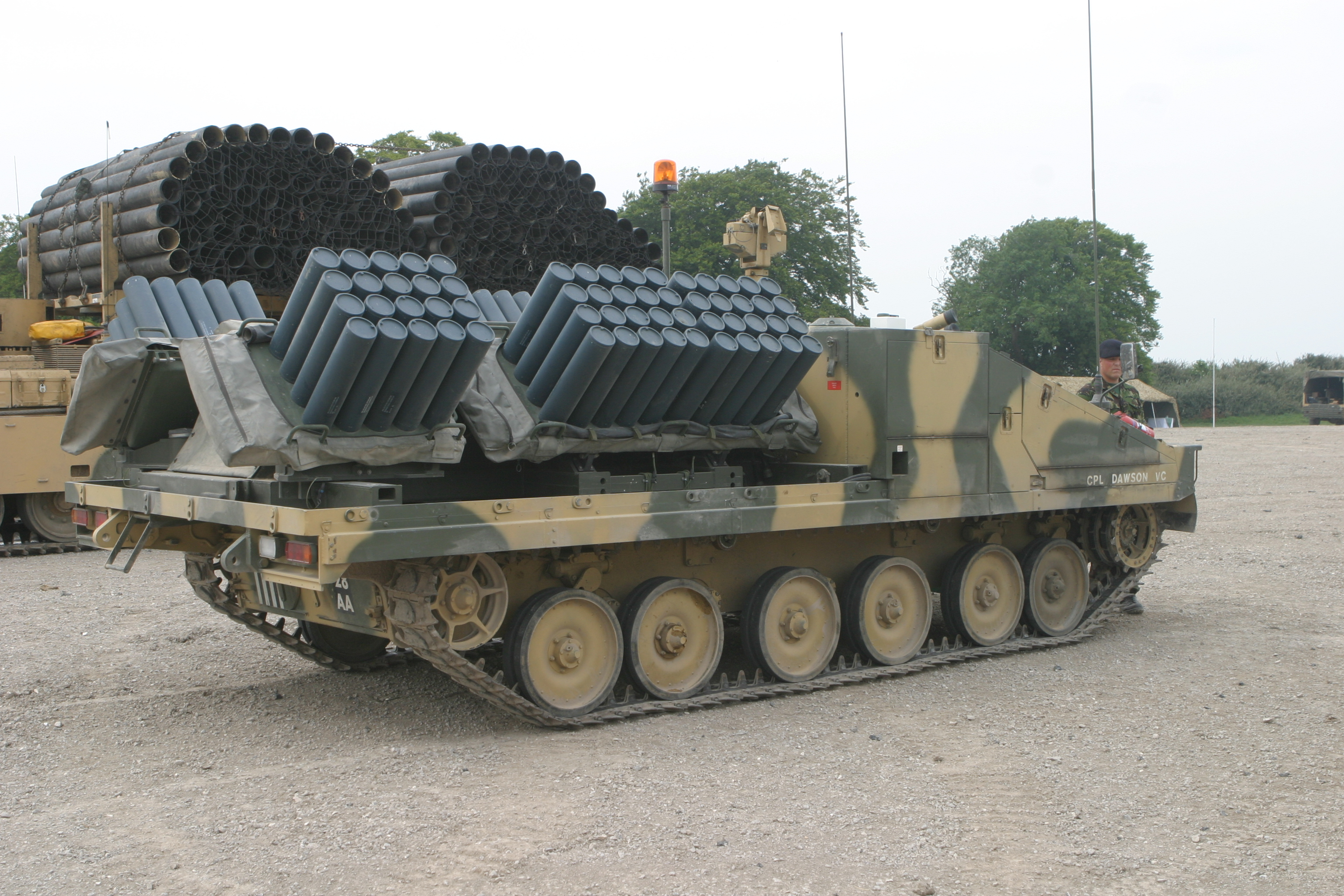
Un Alvis shielder

Il est équipé de 720 mines L35 A1 (mines anti-chars équipées d'un système d'interdiction de relevage) réparties en 120 pots de 6 mines. Les mines sont programmées pour s'auto-détruire après un délai de 4h, 2 jours, ou 2 semaines. Ce système est dérivé du M163 Volcano américain.
Le SVLSMS peut créer des champs de mine de taille variable, en fonction de la densité de mines paramétrée :
- 250 × 120 m avec une haute densité de minage
- 1 350 × 120 m avec une faible densité